# Саммергілл Тауншип (округ Кроуфорд, Пенсільванія)
Саммергілл Тауншип (англ. Summerhill Township) — селище (англ. township) в США, в окрузі Кроуфорд штату Пенсільванія. Населення — 1200 осіб (2020).

## Демографія
Згідно з переписом 2010 року, у селищі мешкало 1236 осіб у 405 домогосподарствах у складі 298 родин. Було 479 помешкань
Расовий склад населення:
| - 98,3 % — білих - 0,6 % — чорних або афроамериканців - 0,2 % — корінних американців |

До двох чи більше рас належало 0,9 %. Частка іспаномовних становила 0,6 % від усіх жителів.
За віковим діапазоном населення розподілялося таким чином: 23,6 % — особи молодші 18 років, 52,2 % — особи у віці 18—64 років, 24,2 % — особи у віці 65 років та старші. Медіана віку мешканця становила 44,5 року. На 100 осіб жіночої статі у селищі припадало 92,8 чоловіків;  на 100 жінок у віці від 18 років та старших — 88,8 чоловіків також старших 18 років.
Середній дохід на одне домашнє господарство  становив 60 051 долар США (медіана — 55 221), а середній дохід на одну сім'ю — 67 070 доларів (медіана — 58 750). Медіана доходів становила 45 333 долари для чоловіків та 35 536 доларів для жінок. За межею бідності перебувало 7,7 % осіб, у тому числі 15,3 % дітей у віці до 18 років та 1,7 % осіб у віці 65 років та старших.
Цивільне працевлаштоване населення становило 410 осіб. Основні галузі зайнятості: виробництво — 30,2 %, освіта, охорона здоров'я та соціальна допомога — 29,8 %, будівництво — 8,0 %, роздрібна торгівля — 7,8 %.